# Třída Lobo
Třída Lobo (jinak též třída Abtao) byla třída ponorek peruánského námořnictva, postavená americkou loděnicí Electric Boat. Celkem byly postaveny čtyři jednotky této třídy. Ve službě byly v letech 1954–1999. Ponorka Abtao zůstala zachována jako muzejní loď.

## Stavba
Čtyři ponorky této třídy postavila americká loděnice Electric Boat Company v Grotonu. Konstrukčně vycházely z amerických pobřežních ponorek  třídy Mackerel. Do služby byly přijaty v letech 1954–1957.
Jednotky třídy Lobo:
| Jméno       | Založení kýlu   | Spuštěna | Dodání           | Poznámky                                                         |
| ----------- | --------------- | -------- | ---------------- | ---------------------------------------------------------------- |
| Lobo (6)    | 12. května 1952 | 1954     | 14. června 1954  | Od roku 1960 Dos de Mayo (S41). Vyřazena.                        |
| Tiburón (5) | 12. května 1952 | 1953     | 20. února 1954   | Od roku 1960 Abtao (S42). Vyřazena a zachována jako muzejní loď. |
| Atún (7)    | 27. října 1955  | 1957     | 1. července 1957 | Od roku 1960 Angamos (S43). Vyřazena.                            |
| Merlín (8)  | 27. října 1955  | 1957     | 10. října 1957   | Od roku 1960 Iquique (S44). Vyřazena.                            |

## Konstrukce

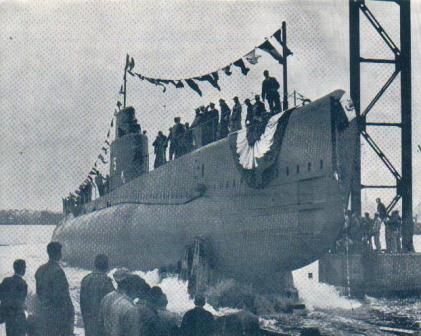
Tiburón (5)

Ponorky byly vybaveny radarem SS-2A a sonary BQR-3 a BQA-1A. První pár ponorek nesl jeden 127mm kanón a šest 533mm torpédometů (čtyři příďové a dva záďové). Druhý pár již nenesl kanón. Pohonný systém tvořily dva diesely General Motors 12-278A a dva elektromotory, pohánějící dva lodní šrouby. Nejvyšší rychlost dosahovala 16 uzlů na hladině a 10 uzlů pod hladinou. Dosah byl 5000 námořních mil při rychlosti 10 uzlů na hladině.

### Modifikace
Roku 1981 byly sonary ponorek Dos de Mayo a Abtao nahrazeny typem EDO1102/1105.